# Mezira froeschneri
Mezira froeschneri är en insektsart som beskrevs av Davidová-vilímová, Taylor och Mcpherson 1996. Mezira froeschneri ingår i släktet Mezira och familjen barkskinnbaggar. Inga underarter finns listade i Catalogue of Life.